# Меньшиков, Владимир Александрович
Владимир Александрович Меньшиков (13 октября 1920, Москва — 22 марта 2000, Москва) — советский футболист и хоккеист, тренер по хоккею с мячом, заслуженный тренер СССР (1957).

## Биография
Начал играть в хоккей с мячом в «Динамо». Проведя в «Динамо» два сезона, перешёл в «Спартак». В течение нескольких сезонов играл в Хабаровске. С 1946 года в ЦСКА, где играл сразу в футбол, хоккей и хоккей с мячом.
В 1953 году стал играющим тренером ЦСКА, а позже и старшим тренером. Параллельно работал и со сборной СССР. После победы сборной СССР на чемпионате мира 1957 года был удостоен почётного звания заслуженный тренер СССР.
В 1963-65 году работал с футбольной командой Группы советских войск в Германии, а в 1966-68 — с армейцами Киева.
С 1973 года возглавлял тренерский коллектив «калининградского Вымпела».
Был одним из зачинателей женского хоккея на траве в СССР. Подмосковный «Спартак», созданный Меньшиковым на базе Малаховского филиала Смоленского ГИФКа, на первом Всесоюзном турнире (март 1977) стал вторым, уступив первый приз андижанским спортсменкам из-за худшей разницы мячей. В двух первых чемпионатах спартаковки тоже были вторыми. В 1981 году из-за травмы Меньшиков не работал с командой, а его ученик Юрий Киселёв привёл команду к золоту чемпионата.
Несколько сезонов Меньшиков работал в бориспольском «Колосе», который неоднократно становился чемпионом.

## Достижения
футбол 

 Чемпион СССР — 1946, 1947 

хоккей 

 Чемпион СССР — 1948, 1949, 1950 

 Вице-чемпион СССР — 1947, 1952, 1953 

 Финалист Кубка СССР — 1953 

хоккей с мячом — тренер 

 Чемпион СССР — 1954, 1955, 1957 

 Вице-чемпион СССР — 1956, 1958 

 Бронзовый призёр чемпионата СССР — 1959 

 Чемпион мира — 1957 

хоккей на траве — тренер 

 Чемпион СССР — 1983, 1985 

 Вице-чемпион СССР — 1979, 1980, 1984, 1986,